# Solna
Solna è un comune svedese di 84 000 abitanti con titolo di città, situato nella contea di Stoccolma. Città coestensiva con il proprio comune (come Stoccolma e Sundbyberg), è suddivisa in quartieri e ha sede amministrativa in quello di Skytteholm.

## Geografia fisica

### Posizione
Trovandosi quasi interamente all'interno del territorio metropolitano di Stoccolma, confina a sud-ovest, sud, sud-est ed est con la stessa Stoccolma, a ovest con Sundbyberg, a nord con Sollentuna e a nord-est con Danderyd, ed è ampiamente servita dalla metropolitana di Stoccolma.

### Suddivisione

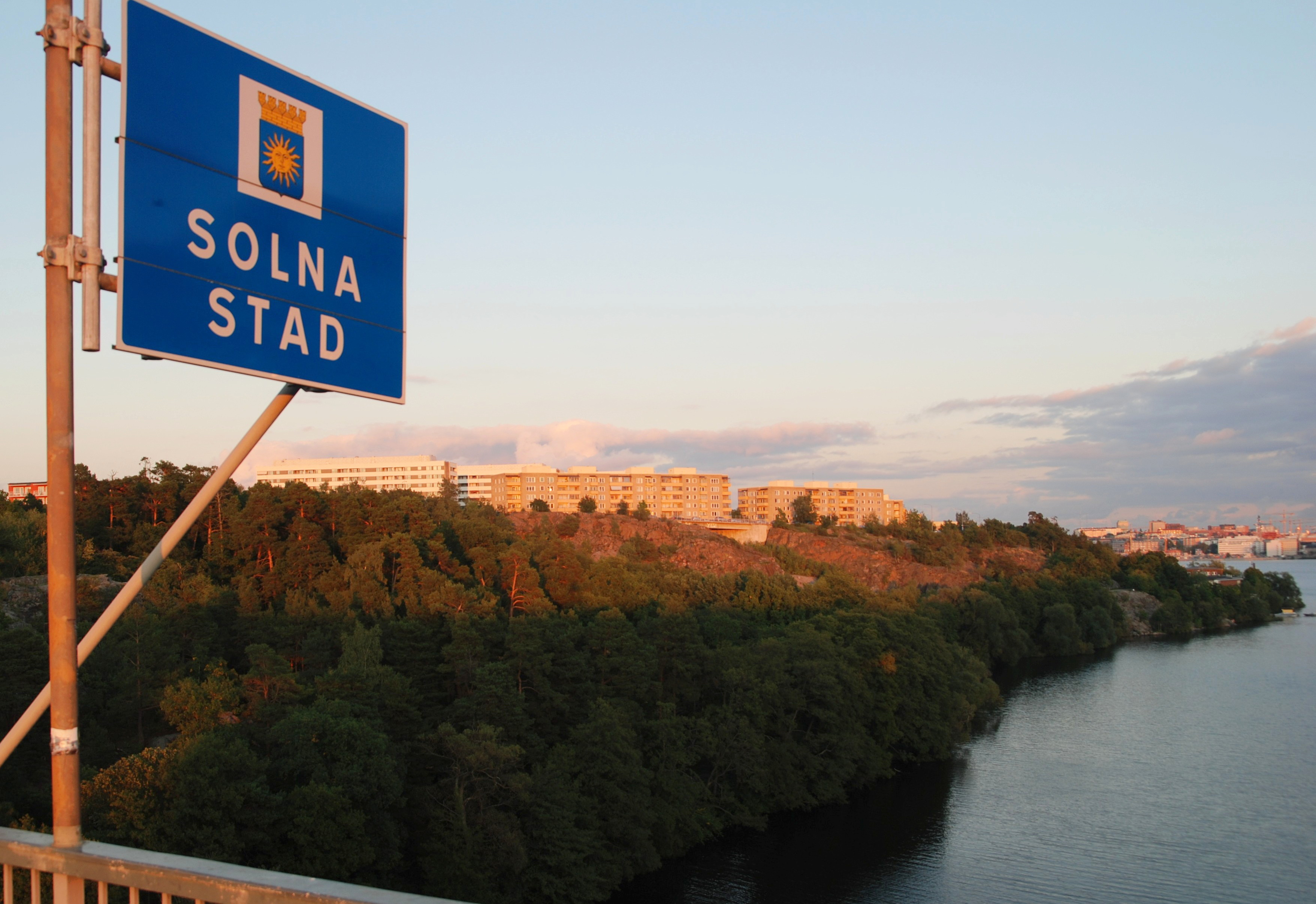
Un punto d'accesso alla città.

È composta da due aree, quelle di Råsunda (29 677 ab.) e di Solna propriamente detta (28 317).
Come entità amministrativa, Solna esiste dai primi anni del XX secolo, quando fu deciso di razionalizzare e riorganizzare l'attività di alcuni sobborghi di Stoccolma, Hagalund (nato nel 1899), Nya Huvudsta (1903), come ampliamento della precedente Huvudsta), Lilla Alby (1907) e Råsunda (1911). Attualmente Solna è uno dei tredici comuni svedesi a poter essere chiamata stad (città).

### Quartieri
- Skytteholm (sede municipale)
- Bergshamra
- Haga
- Hagalund
- Huvudsta
- Järva
- Råsunda
- Ulriksdal

## Storia
Le origini del nome sono datate 1305 e provengono da documenti riguardanti la zona di Sollentuna dove veniva indicata un'isola chiamata Solnø e si trovano testimonianze anche nelle carte del vescovado di Stoccolma di cui Solna sembrerebbe un'antica parrocchia.
Tutte le informazioni successive derivano da incorporazioni di terre delle varie parrocchie che componevano il vescovado.
Verso la fine del 1800 troviamo che la popolazione di Solna è divisa tra gli agglomerati di Hagalund, Huvudsta, Råsunda e Lilla Alby.
Il grande incremento urbano avviene nei decenni successivi così che arriviamo nel 1943 a raggiungere i 30 000 abitanti e successivamente l'effetto aumenterà molto anche per la crescita della stessa Stoccolma di cui oramai Solna era parte integrante.

## Economia
Quasi la totalità della città ha un carattere suburbano con costruzioni tipiche delle aree periferiche anche se non mancano alcuni grandi parchi.
Fino al 2012 si trovava anche il grande stadio nazionale di Råsunda dove venne disputata la finale della coppa del mondo di calcio del 1958, sostituito in seguito dalla Friends Arena.
La città è industriale e alcune delle maggiori ditte svedesi e non solo hanno sede qui a Solna, come la Siemens e la SAS ma anche colossi come la BMW, la ICA e la Axfood.
Hanno inoltre sede a Solna l'Istituto Karolinska, l'Ospedale universitario Karolinska e l'ECDC.

## Monumenti e luoghi d'interesse

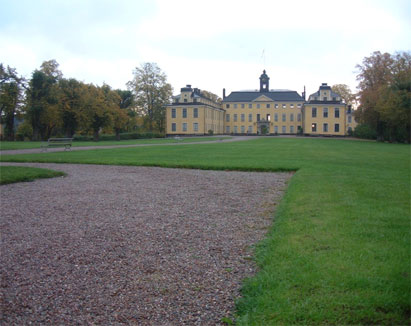
Fotografia del palazzo di Ulriksdal.

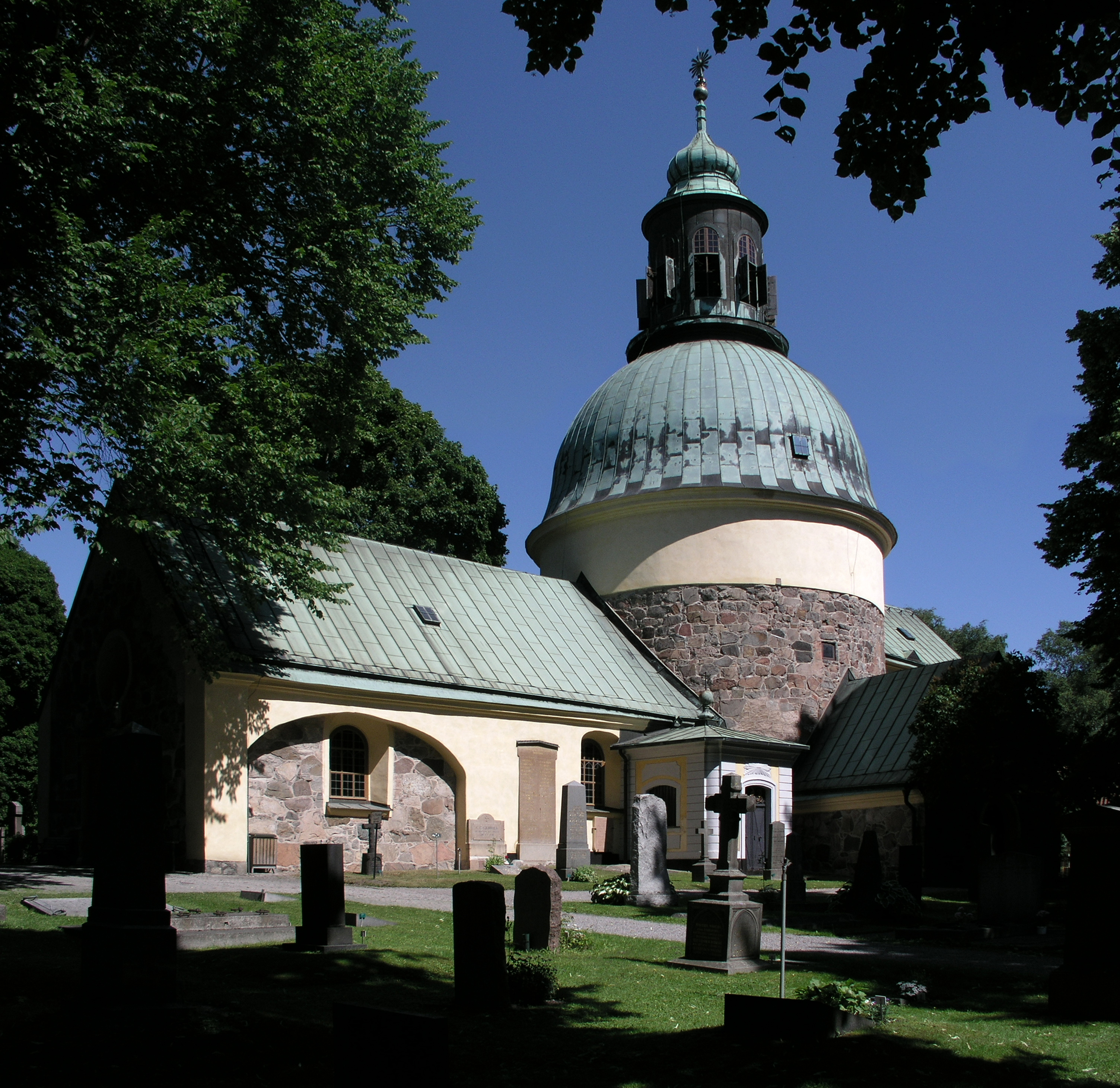
La chiesa circolare di Solna

A Solna sono presenti il palazzo di Ulriksdal e di Karlsberg e Hagaparken.
La chiesa di Solna, del XII secolo, è una delle poche chiese rotonde di Svezia, e questo si deve a ragioni di difesa della chiesa stessa, cosa che la rende unica nel suo genere.

## Infrastrutture e trasporti
Solna è servita dalla metropolitana di Stoccolma e anche dal treno interno alla città.

## Politica
Esiste una giunta composta da 61 membri eletti dalla cittadinanza di Solna che la rappresentano per 4 anni, questa giunta elegge il sindaco della città.
Elenco dei sindaci dal 1943 a oggi:
- 1943-1956 CA Andersson (s)
- 1956-1967 KA Larsson (s)
- 1968-1976 CG Eklund (fp)
- 1977-1982 Sune Berglund (m)
- 1983-1988 Gösta Fagerberg (s)
- 1989-1991 Karl Gustav Svensson (s)
- 1991-1994 Anders Gustâv (m)
- 1994-1998 Karl Gustav Svensson (s)
- 1998-2006 Anders Gustâv (m)
- 2006 Anders Ekegren (fp)
- 2006- Lars-Erik Salminen (m)
- (m); Partito Moderato
- (s); Partito Socialdemocratico dei Lavoratori di Svezia
- (fp); Partito Popolare Liberale

## Sport
La polisportiva Allmänna Idrottsklubben, meglio nota come AIK, ha sede in città pur essendo stata fondata nel centro di Stoccolma.
Lo stadio di Råsunda, (Råsundastadion) oltre ad aver ospitato la finale del campionato del mondo di calcio del 1958, è stato lo stadio della sezione calcistica dell'AIK e ha ospitato i mondiali di calcio femminili del 1995. L'impianto è stato recentemente sostituito da un nuovo stadio, la Friends Arena, costruito nelle vicinanze, che permette di accogliere circa 55 000 spettatori per eventi sportivi e fino a 65 000 durante i concerti; la Friends Arena è il più grande tra gli stadi nordici e il terzo stadio indoor in Europa. A Solna si trova anche uno stadio più piccolo, lo Skytteholms IP, che ha capienza di 3 000 posti ed è in erba sintetica.
Come in tutto il paese, molto importante è l'hockey su ghiaccio: la squadra maschile dell'AIK (che però gioca all'Hovet di Stoccolma) è stata sette volte campione di Svezia; la squadra femminile (che gioca nel piccolo Ritorps Ishall di Solna) vanta invece tre titoli nazionali e quattro Coppe dei Campioni.

## Amministrazione

### Gemellaggi
- Bemowo
- Burbank
- Gladsaxe
- Kalamaria
- Pirkkala
- Ski
- Esztergom
- Valmiera